# Compsenia thysanophora
Compsenia thysanophora là một loài bướm đêm trong họ Noctuidae.